# Пажман (починок)
Пажма́н (рос. Пажман) — починок в Кезькому районі Удмуртії, Росія.
В минулому — центр Пажманської сільради.
Населення — 162 особи (2010; 229 в 2002).
Національний склад станом на 2002 рік:
- удмурти — 93 %

Урбаноніми:
- вулиці — Василевський тракт, Лісова, Механізаторів, Нова, Трактова, Центральна